# 萨尔瓦铁拉德托尔梅斯
萨尔瓦铁拉德托尔梅斯，是西班牙卡斯蒂利亚-莱昂萨拉曼卡省的一个市镇。 总面积35平方公里，总人口68人（2001年），人口密度2人/平方公里。